# 財神888
財神888是香港藝人薛影儀主唱的賀年歌曲，歌曲及音樂短片由香港和馬來西亞音樂團隊聯合製作，於2022年1月26日以數碼形式發行，截至2022年2月，這首歌的音樂短片錄得超過十萬次點擊率。

## 背景及製作
2021年，薛影儀憑「亞洲小姐競選」獲亞洲電視發掘成為旗下藝員，同年獲邀主唱歌曲《財神888》及參與演出這首歌的音樂短片。這是一首賀年歌曲，曲風結合了電子音樂及嗩吶，由馬來西亞音樂人曾千恩、陳凱菱、詹雪琳負責作曲及填詞，薛影儀在音樂短片中扮演女財神，以粵語及國語演繹整首歌曲，陳美濤、林海茵、譚夢娜、張可盈擔任配角，以中式旗袍造型示人，唱出「阿儀不紅、天理不容、心口掛勇、年年大魚大肉」等歌詞。

## 評論摘要
2022年1月26日，亞洲電視分別在社交平台Facebook及Youtube發佈《財神888》音樂短片，表示希望為2019冠狀病毒病疫情期間的新年帶來歡笑，增添歡樂氣氛，有網民留言支持薛影儀，同時認為薛影儀的出鏡率太少，希望亞洲電視為她製作一個獨唱版本；有網民則認為音樂短片風格迷幻，有點靈異色彩。